# Grid cell

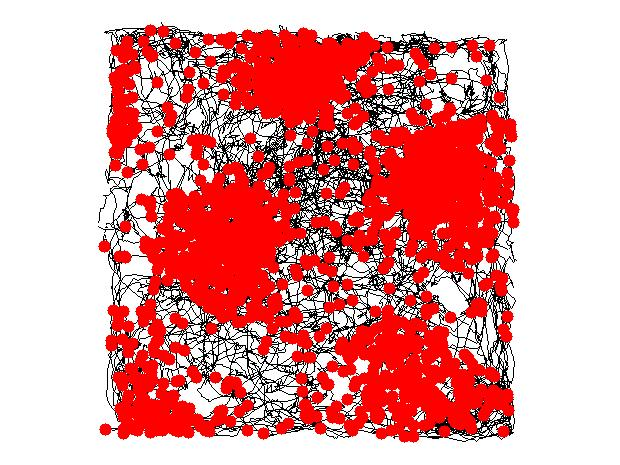
مسیر یک موش در یک محیط مربعی به شکل سیاه نشان‌داده شده‌است. نقطه‌های قرمز نشان‌دهنده مکان‌هایی هستند که در آن یک شبکه شبکه غربالگری خاص مورد استفاده قرار می‌گیرد.

سلول شبکه (Grid cell) یک نوع سلول عصبی در قشر درون‌بینی (Entorhinal Cortex) است که وقتی حیوان, یک فضای باز را پیمایش می‌کند, در فواصل منظمی برافروخته می‌شود. این نورون با ذخیره‌کردن و جمع‌کردن اطلاعاتی درباره‌ی مکان, فاصله و جهت,  امکان درک موقعیت در محیط را  می‌دهد. سلول شبکه در بسیاری از حیوانات یافت شده است. شامل‌ موش‌صحرایی, موش, خفاش, میمون‌ و انسان.

سلول شبکه نام خود را از این واقعیت استنتاج می‌کنند که اتصال مراکز میدان الکتریکی به یک شبکه مثلثی را می‌دهند.

سلول شبکه در سال 2005 توسط ادوارد موزر، می-بریت موزر و شاگردانشان تُرکِل هفتین, ماریانا فین و استورلا مولدن در مرکز زیست‌شناسی حافظه (CBM) در نروژ کشف شد. این کشف موجب دریافت جایزه نوبل فیزیولوژی و پزشکی در سال 2014 به طور مشترک با جان اوکیف برای «کشف سلول‌های سامانه موقعیت‌یابی در مغز » شد. چینش  محدوده‌‌های مکانی برافروختگی (firing fields), بگونه‌ای  که  همه در فاصله‌‌ای مساوی از همسایشان قرار دارند, موجب تشکیل فرضیه‌ای‌ شد که این سلول‌ها یک نمایش نورونی برای فضای اقلیدسی را بیان می‌کند. این اکتشاف همچنین سازوکاری برای محاسبه‌ی مکان-خود  بر اساس اطاعات درباره‌ی مکان و جهت که هر لحظه به دست می‌آید به صورت پویا بیان می‌کند. 
برای یدستآوردن فعالیت سلول شبکه در یک آزمایش معمولی روی موش‌صحرایی ، یک الکترود که قادر به ثبت فعالیت نورون منفرد است, در بخشی میانی-پشتی قشر مخ، کار گذاشته می‌شود و وقتی موش آزادانه  در فضای باز به گردش می‌پردازد نتایج را ضبط می‌کنند. داده‌های حاصل را می‌توان با علامت زدن موقعیت موش‌صحرایی بر نقشه‌ای از اتاق, هر بار که موش‌صحرایی یک پتانسیل عمل را برافروخته می‌کند, نمایش داد. این علامت‌ها با گذشت زمان روی‌هم انباشته می‌شوند تا مجموعه‌ی کوچکی از خوشه‌ها (clusters) را تشکیل می‌دهند, در نتیجه راس‌های یک شبکه از مثلث‌های متساوی‌الضلاع را تشکیل می‌دهند. این الگوی مثلثی منظم همان چیزی است که سلول‌های شبکه را از انواع مختلفی از سلول‌هایی که براساس موقعیت در محیط برافروخته می‌شوند را نشان می‌دهند,  متمایز می‌سازد. در مقابل، اگر یک سلول مکان از هیپوکامپ موش، به همان شکل مورد آزمایش قرار گیرد, آنگاه این علامت‌ها خیلی اوقات فقط یک خوشه (یک "میدان محل" (Place Field)) در محیط تشکیل می‌دهند. و حتی وقتی چند خوشه دیده می‌شود, هیچ نظم قابل پیش‌بینی‌ای در چینش‌شان وجود ندارد. 